# Tjetjera (vattendrag i Vitryssland)
Tjetjera (ryska: Чечера) är ett vattendrag i Belarus.   Det ligger i voblasten Homels voblast, i den östra delen av landet, 300 km sydost om huvudstaden Minsk.
Omgivningarna runt Tjetjera är en mosaik av jordbruksmark och naturlig växtlighet. Runt Tjetjera är det ganska glesbefolkat, med 31 invånare per kvadratkilometer.